# فرقه خرد

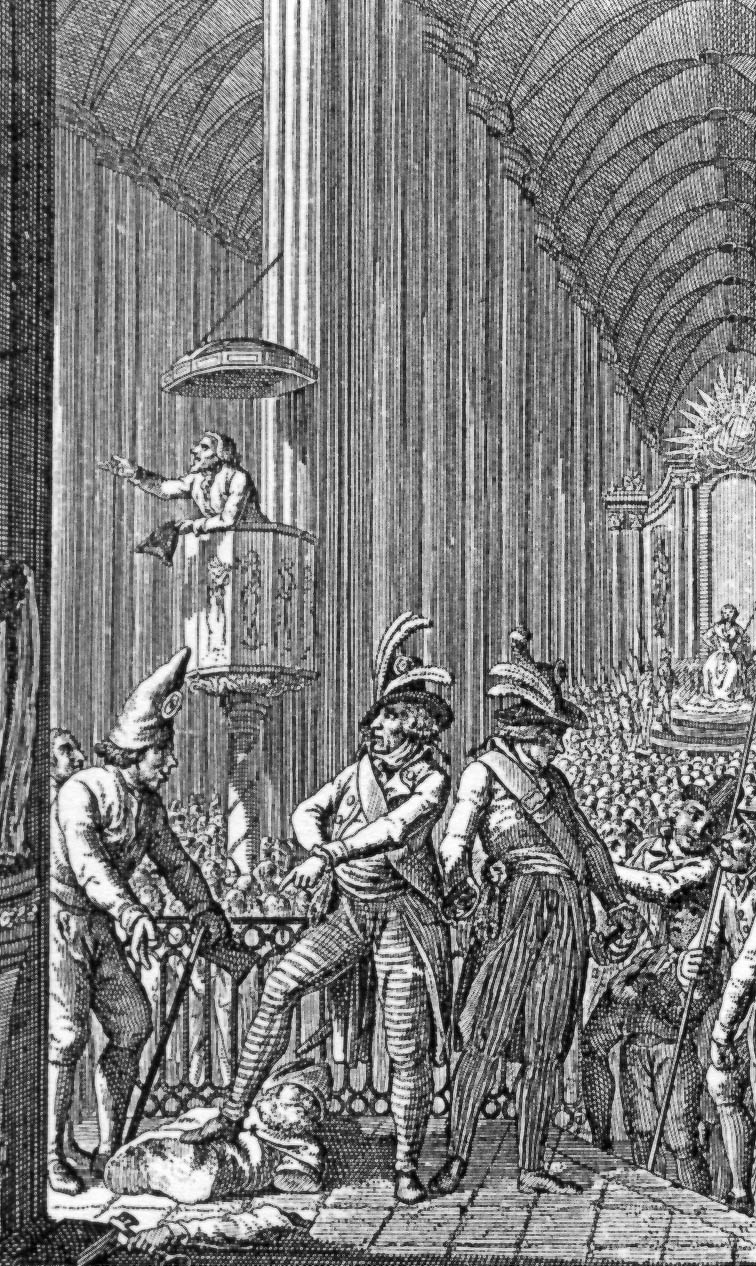
کلیسای جامع استراسبورگ تبدیل شد به معبد خرد، نقاشی از ۱۷۹۴.

فرقه خرد (فرانسوی: Culte de la Raison‎) اولین  مذهب الحادی تحت حمایت دولت فرانسه بود که به عنوان جایگزینی برای کلیسای کاتولیک در طول انقلاب فرانسه تعیین شد. پس از تسلط به مدت تقریباً یک سال، در سال ۱۷۹۴ رسماً با فرقه رقیب یعنی فرقه حق تعالی که توسط ماکسیمیلیان روبسپیر ترویج می‌شد، جایگزین شد. هر دو فرقه به‌طور رسمی در سال ۱۸۰۲ توسط ناپلئون بناپارت با قانون او در مورد فرقه‌های ۱۸ ژرمینال، سال X ممنوع شد. (۸ آوریل ۱۸۰۲)

## پیدایش
مخالفت با کلیسای کاتولیک یکی از علل انقلاب فرانسه بود و روحانی‌ستیزی در سال ۱۷۹۲ پس از اعلام جمهوری اول فرانسه در سیاست رسمی دولت تثبیت شد. بیشتر مسیحی‌زدایی فرانسه ناشی از نگرانی‌های سیاسی و اقتصادی بود و جایگزین‌های فلسفی برای کلیسا کندتر از آنچه نیاز بود توسعه یافتند. در میان دین زدایی‌های رو به رشد، اصطلاح Culte de la Raison یا فرقه خرد توسط برخی از رادیکال‌ترین انقلابیون مانند ژاک ابر، آنتوان فرانسوا مومورو، پیر گاسپار شومت و ژوزف فوشه تعریف شد.

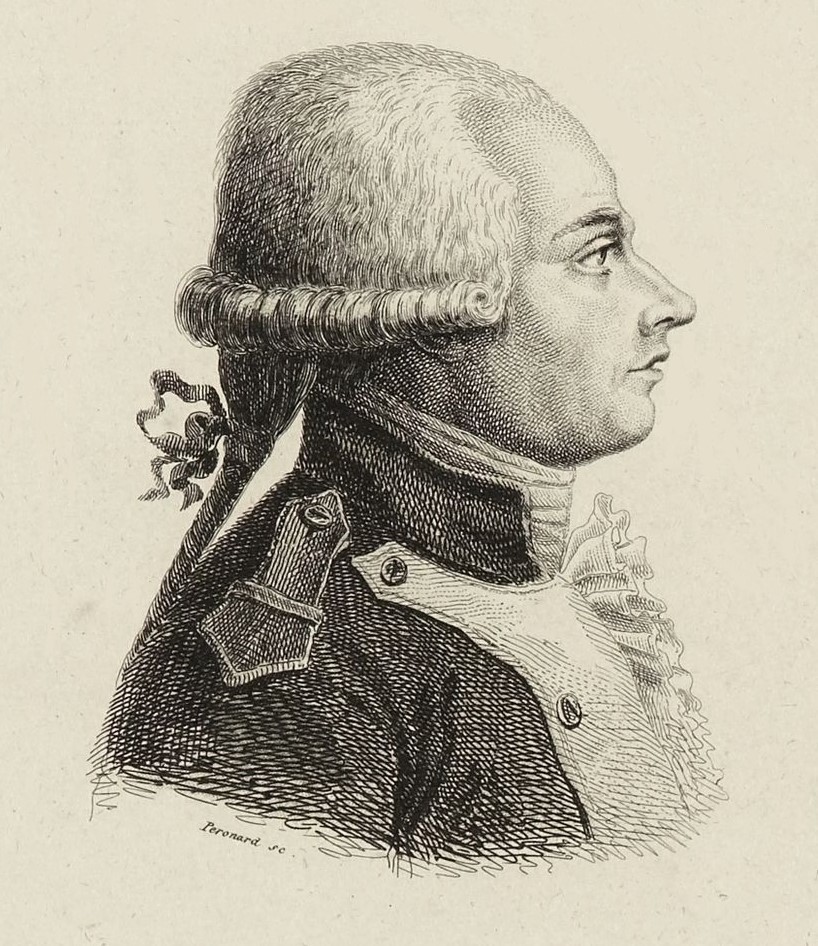
آنتوان فرانسوا مومورو (۱۷۵۶–۱۷۹۴)